# Batman Ninja
Batman Ninja (ニンジャバットマン?, Ninja Battoman) è un film anime del 2018 diretto da Junpei Mizusaki e prodotto da Warner Bros. Animation.
Il film si incentra su Batman, personaggio dei fumetti della DC Comics, che per una serie di eventi si trova a combattere contro la sua storica nemesi, Joker, nel Giappone medievale.
Takashi Okazaki, il creatore di Afro Samurai, è il designer dei personaggi. La prima locandina è stato pubblicata il 5 ottobre 2017 e successivamente, il 1º dicembre, sono stati pubblicati i trailer. Il film è uscito negli Stati Uniti in formato digitale il 24 aprile 2018; è stato pubblicato in formati fisici l'8 maggio ed è stato distribuito nelle sale in Giappone il 15 giugno.
Gli sceneggiatori Leo Chu e Eric Garcia hanno ammesso di aver riscritto il film per la versione americana partendo dalla sceneggiatura giapponese originale scritta da Kazuki Nakashima, realizzando in definitiva due versioni completamente diverse dello stesso film.

## Trama
Batman e Catwoman stanno affrontando Gorilla Grodd all'interno dell'Arkham Asylum quando il primate attiva il macchinario che aveva realizzato all'interno della struttura: il Cavaliere Oscuro si ritrova quindi nel Giappone del periodo Edo scoprendo, dopo aver ritrovato Selina, che sono passati due anni dall'evento e che anche la Bat-family è giunta lì.
Bruce scopre quindi che nel periodo in cui ha viaggiato nel tempo sono giunti nel Paese del Sol Levante anche i cattivi principali di Gotham (Poison Ivy, Due Facce e Pinguino), e assieme a loro anche Deathstroke, ma che il vero signore del Giappone è il malvagio Lord Joker, che assieme ad Harley Quinn ha ormai preso il controllo dell'isola. Batman si reca quindi al suo castello per fermarlo ma viene sconfitto.
Alfred riesce a recuperarlo e assieme alla Bat-family, con il supporto di un clan di ninja suoi seguaci (perché una leggenda prediceva l'arrivo di un guerriero simile ad un pipistrello che avrebbe portato la pace), Batman decide di organizzarsi per sconfiggere i cinque daimyō malvagi, accordandosi anche con Grodd per tornare al presente.
Bruce riesce, grazie all'aiuto dei suoi alleati, a fermare il folle piano del Joker e, dopo averlo sconfitto in un duello serratissimo e riattivato il congegno di Grodd, ritorna a casa.

## Promozione
Bandai promuoverà il film con la messa in vendita delle S.H. Figuarts figure di Ninja Batman e Demon King Joker a metà del 2018.
Le figure Nendoroid dei personaggi Pop Team Epic dei personaggi di Popuko e Pipimi, vestite rispettivamente come Batman e Joker, sono state esposte allo stand Warner Bros. all'AnimeJapan 2018. Questo è stato suggerito da Junpei Mizusaki al Kamikaze Douga; lo studio ha animato sia questo film che la serie televisiva Pop Team Epic. I personaggi crossover sono stati accompagnati da uno spot televisivo di 15 secondi, in cui Popuko e Pipimi (nei costumi sopra menzionati) rielaborano uno schizzo dei fumetti Pop Team Epic prima di saltare dentro una scena di Batman Ninja.

## Accoglienza

### Critica
Nel sito web aggregatore di recensioni, Rotten Tomatoes, il film ha ottenuto un punteggio positivo del 79% su una base di 14 recensioni, con un punteggio medio di 6,5 /10.
IGN ha assegnato a Batman Ninja un punteggio di 9,7 su 10, affermando che «DC ha provato qualcosa di nuovo portando in scena i visionari animatori giapponesi per offrire una versione fresca di uno dei personaggi più amati e il prodotto finito non si basa solo sui grandi adattamenti che si sono visti finora, ma li ha superati.».
Il film ha guadagnato 403930 $ da vendite di DVD nazionali e 2346251 $ da vendite nazionali di Blu-ray, portando il suo guadagno totale di home video a 2750181 $.

## Sequel
A maggio 2024 è stato annunciato il sequel Batman Ninja vs. Yakuza League.